# Maszterelés
A maszterelés a hangfelvételek utómunkálatainak egyik formája, az a folyamat, amikor a készre kevert hangfelvételt előkészítik a mester adathordozóra történő rögzítéshez, majd rögzítik azt. A mester adathordozó a forrása a hangfelvétel kiadásra kerülő minden egyes másolatának, akár hanglemezre préseléssel (LP), akár magnetofonszalagra történő felvitellel (MC), akár digitális sokszorosítással (CD) állítják elő a másolt példányt. Napjainkban a digitális mesterpéldányok tekinthetők a legelterjedtebbeknek, habár az analóg mesterpéldányok, mint a magnószalag (mesterszalag), is használatban vannak még, elsősorban az analóg maszterelésre szakosodott hangmérnökök körében.
A maszterelés fontos kapocs a hangfelvétel elkészítése és felhasználása között, és ezért nagy odafigyelést, elemző hallgatást igényel, mindamellett léteznek számítógépes szoftverek a munka megkönnyítésére. A maszterelés eredménye még ma is nagyban függ a pontosan kalibrált lehallgató helyiségtől, a hangszórók minőségétől. A maszterelést végző hangmérnökök más-más eljárások alkalmazásával optimalizálják a hangfelvételt különböző hanghordozókra (LP, CD, DVD, mp3, flac) és felhasználási területekre (TV, rádió, Internet), így akár több mesterpéldány is készülhet egy hangfelvételből.

## Maszterelési eljárások
- rögzített hangfelvétel átmásolása a hangstúdió gépeire (transfer into DAW[1])
- kisebb hibák szerkesztése (minor flaws)
- zajcsökkentés (noise reduction)
- többsávos hangkeverés (multichannel sound mixing)
- térhatás beállítása (stereo width)
- környezeti alapzaj hozzáadása (ambience)
- műsorszámok frekvenciaeloszlásának egymáshoz optimalizálása (frequency distribution)
- hangerő beállítása (volume)
- dinamika beállítása, kompresszió (compression)
- csúcsszint beállítása (peak level)
- műsorszámok sorbarendezése (sequence tracks)
- műsorszám végein és közöttük lévő csend hosszának beállítása
- a cél adathordozóra adaptálás (sweeten)
- zajosítás (dither)
- hanganyag kiírása

## Remaszterelés
A remaszterelés (újramaszterelés) az a folyamat, amikor új mesterpéldányt készítenek egy korábban már kiadott hangfelvételből, rendszerint egy korábban analóg hanghordozón megjelent felvétel digitális kiadásához. Például egy régebbi hanglemez CD-n történő újrakiadásához, esetleg a nem túl jó minőségű első generációs CD-k újbóli kiadásához is készülhet remaszter. Szintén készülhet remaszter abban az esetben, ha egy dalt az eredeti verzióban terveznek közzétenni válogatásalbumon. Ha újra felveszik a dalt a válogatásalbumra, akkor remake változatról beszélünk. Ha a dalok többsége vagy teljes egésze ilyen, remake albumról beszélünk.

## Fordítás
- Ez a szócikk részben vagy egészben  a   Mastering című angol Wikipédia-szócikk fordításán alapul.  Az eredeti cikk szerkesztőit annak laptörténete sorolja fel. Ez a jelzés csupán a megfogalmazás eredetét és a szerzői jogokat jelzi, nem szolgál a cikkben szereplő információk forrásmegjelöléseként.
- Ez a szócikk részben vagy egészben  a   Remaster című angol Wikipédia-szócikk fordításán alapul.  Az eredeti cikk szerkesztőit annak laptörténete sorolja fel. Ez a jelzés csupán a megfogalmazás eredetét és a szerzői jogokat jelzi, nem szolgál a cikkben szereplő információk forrásmegjelöléseként.